# Liste des distinctions de Selena Gomez
Pour un article plus général, voir Selena Gomez.
Cet article est la liste des récompenses et des nominations de Selena Gomez.

## Alliance Of Women Film Journalists Awards
L’Alliance of Women Film Journalists (AWFJ) est une association de critiques de cinéma chargée de promouvoir les professionnels de sexe féminin de l'industrie cinématographique.
| Année | Travail nommé   | Catégorie                                      | Résultat   | Réf.  |
| ----- | --------------- | ---------------------------------------------- | ---------- | ----- |
| 2013  | Spring Breakers | Actrice qui a le plus besoin d'un nouvel agent | Nomination | [ 1 ] |

## ALMA Awards
L' American Latino Media Arts Award ou ALMA Awards est une cérémonie de remise de récompenses américaine Ces distinctions sont attribuées aux personnalités latino dans le domaine du cinéma, de la télévision, de la musique et du design et qui promeut des représentations positives des Latinos dans le domaine du divertissement.
| Année | Travail nommé                 | Catégorie                                                            | Résultat   | Réf.  |
| ----- | ----------------------------- | -------------------------------------------------------------------- | ---------- | ----- |
| 2008  | Les Sorciers de Waverly Place | Performance Femme exceptionnelle dans une série télévisée de comédie | Nomination | [ 2 ] |
| 2009  | Les Sorciers de Waverly Place | Année dans une comédie                                               | Lauréate   | [ 3 ] |
| 2011  | Bienvenue à Monte-Carlo       | Actrice favorite dans un film                                        | Nomination | [ 4 ] |
| 2011  | Les Sorciers de Waverly Place | Favorite TV Actrice - Rôle principal dans une comédie                | Nomination | [ 4 ] |
| 2011  | Selena Gomez                  | Artiste musicale favorite                                            | Nomination | [ 4 ] |

## American Music Awards
Les American Music Awards est l'une des cérémonies les plus importantes des États-Unis visant à récompenser le monde musical.
| Année | Travail nommé | Catégorie                          | Résultat   | Réf. |
| ----- | ------------- | ---------------------------------- | ---------- | ---- |
| 2016  | Selena Gomez  | Artiste de l'année                 | Nomination |      |
| 2016  | Selena Gomez  | Favorite Artiste Féminine Pop/Rock | Lauréate   |      |

## Alive Awards
| Année | Travail nommé | Catégorie      | Résultat | Réf.  |
| ----- | ------------- | -------------- | -------- | ----- |
| 2012  | Selena Gomez  | Exemple vivant | Lauréate | [ 5 ] |

## American Latino Awards
| Année | Travail nommé                 | Catégorie                           | Résultat   | Réf.  |
| ----- | ----------------------------- | ----------------------------------- | ---------- | ----- |
| 2010  | Les Sorciers de Waverly Place | Meilleure actrice latino-américaine | Nomination | [ 6 ] |

## ASCAP Pop Music Awards
| Année | Travail nommé             | Catégorie                | Résultat | Réf.  |
| ----- | ------------------------- | ------------------------ | -------- | ----- |
| 2013  | Love You Like a Love Song | Chansons les plus jouées | Lauréate | [ 7 ] |
| 2014  | Come and Get It           | Chansons les plus jouées | Lauréate | [ 8 ] |

## ASTRA Awards
| Année | Travail nommé                 | Catégorie                                    | Résultat   | Réf.  |
| ----- | ----------------------------- | -------------------------------------------- | ---------- | ----- |
| 2012  | Les Sorciers de Waverly Place | Personnalité ou acteur international préféré | Nomination | [ 9 ] |

## BET Awards
Les BET Awards ont été créés en 2001 par la chaîne Black Entertainment Television pour récompenser les Afro-Américains et autres minorités dans divers domaines de divertissement.
| Année | Travail nommé                 | Catégorie           | Résultat   | Réf.   |
| ----- | ----------------------------- | ------------------- | ---------- | ------ |
| 2010  | Les Sorciers de Waverly Place | Young Artist Awards | Nomination | [ 10 ] |

## Billboard Mid-Year Music Awards
| Année | Travail nommé   | Catégorie               | Résultat   | Réf.   |
| ----- | --------------- | ----------------------- | ---------- | ------ |
| 2013  | Come and Get It | Meilleure musique Vidéo | Nomination | [ 11 ] |

## BMI Pop Awards
| Année | Travail nommé             | Catégorie               | Résultat | Réf.   |
| ----- | ------------------------- | ----------------------- | -------- | ------ |
| 2013  | Love You Like a Love Song | BMI Awards Winning Song | Lauréate | [ 12 ] |
| 2014  | Come and Get It           | BMI Awards Winning Song | Lauréate | [ 13 ] |

## Bravo Otto
Bravo Otto (l'écriture officielle est BRAVO Otto) est un prix attribué depuis 1957 par les lecteurs du magazine allemand Bravo.
| Année                             | Travail nommé | Catégorie               | Résultat | Réf.   |
| --------------------------------- | ------------- | ----------------------- | -------- | ------ |
| 2010                              | Selena Gomez  | Meilleure Star TV (OR)  | Lauréate | [ 14 ] |
| 2011                              | Selena Gomez  | Meilleure Star TV (OR)  | Lauréate |        |
| Meilleure Star de Cinéma (ARGENT) | Selena Gomez  | [ 15 ]                  | Lauréate |        |
| Meilleure Chanteuse (BRONZE)      | Selena Gomez  | [ 15 ]                  | Lauréate |        |
| Meilleure star TV (OR)            | Selena Gomez  | [ 15 ]                  | Lauréate |        |
| 2012                              | Selena Gomez  | Meilleure chanteur (OR) | Lauréate | [ 16 ] |

## BÖP Awards
| Année | Travail nommé | Catégorie                                          | Résultat | Réf.              |
| ----- | ------------- | -------------------------------------------------- | -------- | ----------------- |
| 2011  | Selena Gomez  | Meilleur personnage principal dans une série       | Lauréate | [réf. nécessaire] |
| 2011  | Selena Gomez  | Meilleur personnage principal dans un long-métrage | Lauréate | [réf. nécessaire] |

## Burbank International Children's Film Festival
| Année | Travail nommé                 | Catégorie                            | Résultat | Réf.   |
| ----- | ----------------------------- | ------------------------------------ | -------- | ------ |
| 2009  | Les Sorciers de Waverly Place | Meilleure Performance actrice enfant | Lauréate | [ 17 ] |

## BreakTudo Awards
| Année | Travail nommé | Catégorie                         | Résultat   | Réf.   |
| ----- | ------------- | --------------------------------- | ---------- | ------ |
| 2016  | elle-même     | Artiste Féminine Internationale   | Lauréate   |        |
| 2017  | elle-même     | Artiste Féminine Internationale   | Nomination |        |
| 2017  | Selenators    | Meilleure Fandom                  | Nomination |        |
| 2018  | Back To You   | Meilleure musique de bande sonore | Lauréate   |        |
| 2018  | elle-même     | Artiste féminine internationale   | Nomination | [ 18 ] |
| 2018  | Selenators    | Meilleure Fandom                  | Nomination |        |

## Capricho Awards
Capricho Awards est un prix annuel de la musique, de la télévision, du cinéma, Internet... fait par le magazine adolescent brésilien Capricho. Selena Gomez y a obtenu 4 nominations dont 2 récompenses.
| Année | Travail nommé                | Catégorie                       | Résultat   | Réf.   |
| ----- | ---------------------------- | ------------------------------- | ---------- | ------ |
| 2010  | Selena Gomez                 | Meilleure Actrice International | Nomination | [ 20 ] |
| 2013  | Come and Get It              | Meilleure Vidéo                 | Nomination | [ 21 ] |
| 2013  | Selena Gomez & Justin Bieber | Meilleure Rupture               | Lauréate   | [ 21 ] |
| 2013  | Selenators                   | Meilleur Fan Club               | Nomination | [ 21 ] |

## FLZ Awards
| Année | Travail nommé | Catégorie    | Résultat   | Réf.   |
| ----- | ------------- | ------------ | ---------- | ------ |
| 2011  | Selenators    | Meilleur Fan | Nomination | [ 22 ] |

## Glamour's Women Of The Year Awards
| Année | Travail nommé | Catégorie        | Résultat | Réf. |
| ----- | ------------- | ---------------- | -------- | ---- |
| 2012  | Selena Gomez  | Femme de l'Année | Lauréate |      |

## Golden Raspberry Awards
Les Golden Raspberry Awards, ou en abrégé Razzie Awards, sont des parodies de récompense de cinéma créées par John J. B. Wilson en 1981 pour prendre le contre-pied des Oscars, en distinguant chaque année les pires acteurs, scénaristes, musiciens, réalisateurs et films produits par l'industrie cinématographique.
| Année | Travail nommé | Catégorie    | Résultat   | Réf.   |
| ----- | ------------- | ------------ | ---------- | ------ |
| 2014  | Getaway       | Pire Actrice | Nomination | [ 23 ] |

## Gracie Awards
| Année | Travail nommé                 | Catégorie                                | Résultat | Réf.   |
| ----- | ----------------------------- | ---------------------------------------- | -------- | ------ |
| 2010  | Les Sorciers de Waverly Place | Meilleure Star dans une série de comédie | Lauréate | [ 24 ] |

## Grammy Awards
Selena reçoit sa première nomination aux Grammy lors des Grammy Awards 2022.
| Année | Travail nommé | Catégorie                | Résultat   | Réf.   |
| ----- | ------------- | ------------------------ | ---------- | ------ |
| 2022  | Revelación    | Meilleur album pop latin | Nomination | [ 25 ] |

## Hollywood Style Awards
| Année | Travail nommé | Catégorie           | Résultat | Réf.   |
| ----- | ------------- | ------------------- | -------- | ------ |
| 2009  | Selena Gomez  | Style Ingenue award | Lauréate | [ 26 ] |

## Hollywood Teen TV Awards
| Année | Travail nommé             | Catégorie                           | Résultat   |
| ----- | ------------------------- | ----------------------------------- | ---------- |
| 2010  | Selena Gomez              | Meilleure Artiste Musicale Féminine | Lauréate   |
| 2010  | Selena Gomez              | Artiste Féminine la plus sexy       | Lauréate   |
| 2010  | SelenaGomezWeb.org        | Meilleur Fan Club                   | Nomination |
| 2012  | Love You Like a Love Song | Chanson de l'Année                  | Nomination |
| 2012  | Selena Gomez & the Scene  | Groupe de musique favori            | Nomination |
| 2012  | Selena Gomez              | Actrice de Cinéma Favorite          | Lauréate   |

## iHeartRadio Music Awards
| Année | Travail nommé | Catégorie              | Résultat   | Réf.   |
| ----- | ------------- | ---------------------- | ---------- | ------ |
| 2014  | Selena Gomez  | Prix Instagram         | Nomination | [ 27 ] |
| 2021  | Selenators    | Meilleure armée de fan | En attente | [ 28 ] |

## Imagen Foundation Awards
Les Imagen Awards sont administrés par Imagen Foundation, une organisation vouée à "encourager et reconnaître les représentations positives des Latinos dans l'industrie du divertissement".
| Année | Travail nommé                          | Catégorie                            | Résultat   | Réf.   |
| ----- | -------------------------------------- | ------------------------------------ | ---------- | ------ |
| 2008  | Les Sorciers de Waverly Place          | Meilleure actrice - Télévision       | Nomination | [ 29 ] |
| 2009  | Les Sorciers de Waverly Place          | Meilleure actrice - Télévision       | Nomination | [ 30 ] |
| 2010  | Les Sorciers de Waverly Place, le film | Meilleure actrice - Télévision       | Nomination | [ 31 ] |
| 2011  | Les Sorciers de Waverly Place          | Meilleure jeune actrice - Télévision | Lauréate   | [ 32 ] |
| 2012  | Les Sorciers de Waverly Place          | Meilleure jeune actrice - Télévision | Nomination | [ 33 ] |
| 2013  | Les Sorciers de Waverly Place          | Meilleure actrice - Télévision       | Nomination | [ 34 ] |

## Ischia Global Film Music Festival
| Année | Travail nommé | Catégorie     | Résultat | Réf.   |
| ----- | ------------- | ------------- | -------- | ------ |
| 2014  | Selena Gomez  | Icône Mondial | Lauréate | [ 35 ] |

## J-14 Teen Icon Awards
Les J-14 Teen Icon Awards sont des prix créés par le magazine mensuel pour adolescents J-14 commercialisé à la préadolescence et adolescentes autour de 11-19 ans.
| Année | Travail nommé                | Catégorie                       | Résultat   | Réf.   |
| ----- | ---------------------------- | ------------------------------- | ---------- | ------ |
| 2010  | Selena Gomez                 | Cœur emblématique               | Nomination | [ 36 ] |
| 2010  | Selena Gomez                 | Actrice TV emblématique         | Lauréate   | [ 36 ] |
| 2010  | Selena Gomez                 | Icône Trendsletter              | Lauréate   | [ 36 ] |
| 2010  | Selena Gomez                 | Star Féminine emblématique      | Nomination | [ 36 ] |
| 2010  | Selena Gomez                 | Icône de l'Année                | Nomination | [ 36 ] |
| 2011  | Selena Gomez & Justin Bieber | Couple emblématique             | Lauréate   | [ 37 ] |
| 2011  | Selena Gomez                 | Emblématique actrice de cinéma  | Lauréate   | [ 37 ] |
| 2011  | Selena Gomez                 | Emblématique Trendsletter       | Lauréate   | [ 37 ] |
| 2011  | Selena Gomez                 | Star féminine emblématique      | Lauréate   | [ 37 ] |
| 2011  | Selena Gomez                 | Icône Triple menaces            | Lauréate   | [ 37 ] |
| 2011  | Selena Gomez                 | Icône de l'Année                | Lauréate   | [ 37 ] |
| 2012  | Selena Gomez & Justin Bieber | Couple emblématique             | Nomination | [ 38 ] |
| 2012  | Selena Gomez                 | Cœur emblématique               | Nomination | [ 38 ] |
| 2012  | Selena Gomez                 | Icône Trendsletter              | Lauréate   | [ 38 ] |
| 2012  | Selena Gomez                 | Star féminine emblématique      | Lauréate   | [ 38 ] |
| 2012  | Selena Gomez                 | Icône Triple menaces            | Lauréate   | [ 38 ] |
| 2012  | Selena Gomez & Justin Bieber | Baiser emblématique             | Nomination | [ 38 ] |
| 2013  | Selena Gomez                 | Icône de l'Année                | Nomination | [ 39 ] |
| 2013  | Selena Gomez                 | Chanteuse féminine emblématique | Nomination | [ 39 ] |
| 2013  | Come and Get It              | Chanson emblématique            | Nomination | [ 39 ] |
| 2013  | Slow Down                    | Clip Vidéo emblématique         | Nomination | [ 39 ] |
| 2013  | Selena Gomez                 | Actrice de Cinéma emblématique  | Nomination | [ 39 ] |
| 2013  | Selenators                   | Icône Fandom                    | Nomination | [ 39 ] |
| 2013  | Selena Gomez                 | Cœur emblématique               | Nomination | [ 39 ] |
| 2013  | Selena Gomez                 | Instagrammer emblématique       | Nomination | [ 39 ] |
| 2014  | Selena Gomez                 | Icône Actrice de cinéma         | En attente | [ 40 ] |
| 2014  | Selena Gomez                 | Instagrammer emblématique       | En attente | [ 40 ] |
| 2014  | Selena Gomez & Justin Bieber | Couple emblématique             | En attente | [ 40 ] |
| 2014  | Selena Gomez                 | Fans Favoris                    | En attente | [ 40 ] |

## Latin American Music Awards
| Année | Travail nommé | Catégorie                                  | Résultat   | Ref.   |
| ----- | ------------- | ------------------------------------------ | ---------- | ------ |
| 2021  | De Una Vez    | Vidéo favorite                             | Lauréate   | [ 41 ] |
| 2021  | Selena Gomez  | Artiste de l'année sur les réseaux sociaux | Nomination | [ 41 ] |

## Make-A-Wish Foundation
| Année | Travail nommé | Catégorie                      | Résultat | Ref.   |
| ----- | ------------- | ------------------------------ | -------- | ------ |
| 2013  | Selena Gomez  | Chris Greicius Celebrity Award | Lauréate | [ 42 ] |

## MTV Awards

### MTV Europe Music Awards
Les MTV Europe Music Awards (abrégé en EMA) ont été créés en 1994 pour récompenser les meilleurs clips vidéos de l'année en Europe. À l'origine conçus comme une alternative aux MTV Video Music Awards, les MTV Europe Music Awards sont aujourd'hui une célébration de ce que les téléspectateurs de MTV considèrent comme le meilleur de la musique.
Le 6 novembre 2011, Selena Gomez est la présentatrice des MTV Europe Music Awards en 2011.
| Année | Travail nommé            | Catégorie                  | Résultat   | Réf.   |
| ----- | ------------------------ | -------------------------- | ---------- | ------ |
| 2010  | Selena Gomez & the Scene | Meilleur artiste MTV Pulse | Nomination | [ 44 ] |
| 2011  | Selenators               | Les plus grands fans       | Nomination | [ 45 ] |
| 2013  | Selena Gomez             | Meilleure artiste féminine | Nomination | [ 46 ] |

### MTV Millennial Awards
Les millénaires MTV Awards, aussi connu comme MTV MA, sont des récompenses créées par la chaîne de télévision MTV pour récompenser le meilleur de la génération du millénaire, la musique et les films ainsi que le meilleur du monde numérique.
| Année | Travail nommé | Catégorie                           | Résultat   | Réf.   |
| ----- | ------------- | ----------------------------------- | ---------- | ------ |
| 2013  | Selena Gomez  | Célébrité sans filtre sur Instagram | Nomination | [ 47 ] |
| 2014  | Selena Gomez  | Instagram star mondiale             | Nomination | [ 48 ] |

### MTV Video Music Awards
Les MTV Video Music Awards (MTV VMA's) ont été créés en 1984 par la chaîne de télévision musicale américaine MTV. Elle a pour but de récompenser les meilleurs vidéo-clips de l'année. Créés à l'origine pour compléter les Grammy Awards, qui ne récompensaient pas les vidéo-clips, le show est devenu une véritable institution qui réunit toutes les célébrités du monde de la musique, de la danse, du cinéma, de la mode et de la télévision.
| Année | Travail nommé             | Catégorie                   | Résultat   | Réf.   |
| ----- | ------------------------- | --------------------------- | ---------- | ------ |
| 2012  | Love You Like a Love Song | Meilleur Clip Vidéo Féminin | Nomination | [ 49 ] |
| 2013  | Come and Get It           | Meilleur Clip Vidéo Pop     | Lauréate   | [ 50 ] |
| 2013  | Come and Get It           | Meilleure chanson de l'été  | Nomination | [ 50 ] |
| 2019  | Taki Taki                 | Meilleur clip latino        |            |        |
| 2019  | Taki Taki                 | Meilleur danse              |            |        |

### MTV Year-End Awards
| Année | Travail nommé | Catégorie               | Résultat   | Réf.   |
| ----- | ------------- | ----------------------- | ---------- | ------ |
| 2012  | Selenators    | Meilleur Fan de l'année | Nomination | [ 51 ] |

## MuchMusic Video Awards
Les MuchMusic Video Awards (MMVA ou MMVAs) sont des récompenses présentées annuellement sur la chaîne de télévision canadienne anglophone MuchMusic depuis 1990 pour honorer les meilleurs vidéoclips (majoritairement canadiens) de l'année. Le 19 juin 2010, elle joue de présentatrice lors de la cérémonie.
| Année | Travail nommé             | Catégorie                                     | Résultat    | Réf.   |
| ----- | ------------------------- | --------------------------------------------- | ----------- | ------ |
| 2011  | A Year Without Rain       | Clip international de l'année - Artiste       | Nomination  | [ 52 ] |
| 2011  | A Year Without Rain       | Artiste international favorite                | Nomination  | [ 52 ] |
| 2011  | A Year Without Rain       | MuchMUSIC.COM Clip Vidéo le plus regardé      | Nomination  | [ 52 ] |
| 2012  | Love You Like a Love Song | Meilleur Clip Vidéo International - Groupe    | Nomination  | [ 53 ] |
| 2014  | Selena Gomez              | Artiste international favorite                | Lauréate    | [ 54 ] |
| 2014  | Come and Get It           | Clip Vidéo International de l'Année - Artiste | Nomination> | [ 54 ] |

## NAACP Image Awards
Les NAACP Image Awards sont des récompenses de cinéma, télévision, musique et littérature américaines, remises par la National Association for the Advancement of Colored People qui honorent chaque année depuis 1967 les meilleurs films, musiques, livres, émissions et les meilleurs professionnels de la communauté Afro-Américaine.
| Année | Travail nommé                 | Catégorie                                        | Résultat   | Réf.   |
| ----- | ----------------------------- | ------------------------------------------------ | ---------- | ------ |
| 2009  | Les Sorciers de Waverly Place | Meilleure performance dans une série pour jeunes | Nomination | [ 55 ] |
| 2010  | Les Sorciers de Waverly Place | Meilleure performance dans une série pour jeunes | Nomination | [ 56 ] |
| 2011  | Les Sorciers de Waverly Place | Meilleure performance dans une série pour jeunes | Nomination | [ 57 ] |

## NewNowNext Awards
Les NewNowNext Awards est une remise de prix annuelle  de divertissement américaine présentée par la communauté LGBT sur le canal Logo. Selena Gomez y a reçu une récompense.
| Année | Travail nommé | Catégorie   | Résultat | Réf.   |
| ----- | ------------- | ----------- | -------- | ------ |
| 2013  | Selena Gomez  | Triple Play | Lauréate | [ 58 ] |

## Nickelodeon Kids' Choice Awards
Les Kids' Choice Awards (KCA), également nommés The Nickelodeon Kids' Choice Awards, est une cérémonie américaine annuelle de remise de récompenses, qui se passe soit en mars soit en avril et qui récompense des personnalités du monde de la télévision, du cinéma, de la musique, etc. Ce sont les enfants qui votent.
Le système de vote pour les téléspectateurs canadiens a été possible en 2010 avec l'inauguration de la version canadienne de Nickelodeon en novembre 2009. En juin 2010, la version latino-américaine de Nickelodeon annonce un Kids' Choice Awards au Mexique. Les autres pays possédant leur propre Kids' Choice Awards sont le Brésil, le Royaume-Uni, l'Australie et l'Indonésie. En août 2011, les KCA sont annoncés en Argentine.

### Kids Choice Awards Argentina
| Année | Travail nommé | Catégorie                         | Résultat |
| ----- | ------------- | --------------------------------- | -------- |
| 2011  | Selena Gomez  | Chanteuse Internationale Favorite | Lauréate |

### Australian Kids' Choice Awards
| Année | Travail nommé                 | Catégorie                      | Résultat   | Réf.   |
| ----- | ----------------------------- | ------------------------------ | ---------- | ------ |
| 2009  | Les Sorciers de Waverly Place | Actrice de Télévision Favorite | Nomination |        |
| 2010  | Les Sorciers de Waverly Place | Actrice de Télévision Favorite | Lauréate   |        |
| 2011  | Les Sorciers de Waverly Place | Actrice de Télévision Favorite | Lauréate   |        |
| 2012  | Les Sorciers de Waverly Place | Actrice de Télévision Favorite | Lauréate   |        |
| 2013  | Les Sorciers de Waverly Place | Actrice de Télévision Favorite | Lauréate   |        |
| 2014  | Selena Gomez                  | La plus sexy                   | Nomination | [ 60 ] |
| 2014  | Selena Gomez                  | Chanteuse Favorite             | Lauréate   | [ 61 ] |

### Kids Choice Awards Colombia
| Année | Travail nommé | Catégorie                              | Résultat   | Réf.   |
| ----- | ------------- | -------------------------------------- | ---------- | ------ |
| 2014  | Selena Gomez  | Artiste ou groupe international favori | Nomination | [ 62 ] |

### Kids Choice Awards México
| Année | Travail nommé                 | Catégorie                                     | Résultat   |
| ----- | ----------------------------- | --------------------------------------------- | ---------- |
| 2010  | Les Sorciers de Waverly Place | Actrice de Télévision internationale Favorite | Nomination |
| 2012  | Selena Gomez                  | Chanteuse internationale favorite             | Nomination |
| 2013  | Selena Gomez                  | Artiste Internationale                        | Nomination |

### UK's Kids' Choice Awards
| Année        | Travail nommé                 | Catégorie                                     | Résultat | Réf.   |
| ------------ | ----------------------------- | --------------------------------------------- | -------- | ------ |
| 2011         | Les Sorciers de Waverly Place | Actrice de Télévision internationale Favorite | Lauréate |        |
| 2012         | Les Sorciers de Waverly Place | Actrice de Télévision internationale Favorite | Lauréate |        |
| Selena Gomez | Chanteuse Favorite            |                                               | Lauréate |        |
| Selena Gomez | Chanteuse Favorite            | 2014                                          | Lauréate | [ 63 ] |

### Kids' Choice Awards (USA)
| Année        | Travail nommé                 | Catégorie                      | Résultat | Réf.   |
| ------------ | ----------------------------- | ------------------------------ | -------- | ------ |
| 2009         | Les Sorciers de Waverly Place | Actrice de Télévision Favorite | Lauréate |        |
| 2010         | Les Sorciers de Waverly Place | Actrice de Télévision Favorite | Lauréate |        |
| 2011         | Les Sorciers de Waverly Place | Actrice de Télévision Favorite | Lauréate |        |
| Selena Gomez | Chanteuse Favorite            | Nomination                     |          |        |
| 2012         | Les Sorciers de Waverly Place | Actrice de Télévision Favorite | Lauréate |        |
| 2012         | Selena Gomez                  | Chanteuse Favorite             | Lauréate |        |
| 2013         | Les Sorciers de Waverly Place | Actrice de Télévision Favorite | Lauréate |        |
| 2014         | Selena Gomez                  | Chanteuse Favorite             | Lauréate | [ 64 ] |
| 2014         | Selenators                    | Fan Army                       | Lauréate | [ 65 ] |

### Meus Prêmios Nick
| Année | Travail nommé                 | Catégorie                      | Résultat   |
| ----- | ----------------------------- | ------------------------------ | ---------- |
| 2012  | Les Sorciers de Waverly Place | Actrice de Télévision Favorite | Nomination |

## NRJ Music Awards
| Année | Travail nommé                    | Catégorie                     | Résultat   |
| ----- | -------------------------------- | ----------------------------- | ---------- |
| 2022  | Let Somebody Go (feat. Coldplay) | Clip international de l'année | Nomination |

## O Music Awards
Les O Music Awards (couramment abrégé en OMA) est une remise de prix présentées par Viacom pour honorer la musique, la technologie et l'intersection entre les deux.
Selena Gomez y a reçu 2 nominations dont une récompense.
| Année | Travail nommé | Catégorie                            | Résultat   |
| ----- | ------------- | ------------------------------------ | ---------- |
| 2012  | Selena Gomez  | Meilleur Artiste avec un Cameraphone | Lauréate   |
| 2013  | Selenators    | Fan Army FTW                         | Nomination |

## People's Choice Awards
Les People's Choice Awards sont des récompenses musicales, cinématographiques et télévisuelles américaines décernées chaque année depuis 1975.
Comme le nom l'indique, ce ne sont pas des juges qui choisissent les lauréats, mais c'est le public qui vote (aujourd'hui sur internet) pour les artistes, films, séries et musiques ayant le plus marqué la culture populaire l'année précédente. Selena Gomez y a obtenu 3 nominations dont une récompense.
| Année | Travail nommé            | Catégorie                    | Résultat   | Réf.   |
| ----- | ------------------------ | ---------------------------- | ---------- | ------ |
| 2011  | Selena Gomez & the Scene | Favorite breakout artiste    | Lauréate   | [ 66 ] |
| 2013  | Selenators               | Favorite Music Fan Following | Nomination | [ 67 ] |
| 2014  | Selena Gomez             | Artiste féminine favorite    | Nomination | [ 68 ] |

## Perezzies Awards
| Année | Travail nommé                | Catégorie       | Résultat | Réf.   |
| ----- | ---------------------------- | --------------- | -------- | ------ |
| 2011  | Selena Gomez & Justin Bieber | Meilleur couple | Lauréate | [ 69 ] |

## Pollstar Awards
| Année | Travail nommé | Catégorie                                | Résultat   | Réf.   |
| ----- | ------------- | ---------------------------------------- | ---------- | ------ |
| 2021  | Selena Gomez  | Artiste de Tournée Latine de la Décennie | En attente | [ 70 ] |

## PopCrush Fan Choice Awards
| Année | Travail nommé   | Catégorie                          | Résultat   | Réf.   |
| ----- | --------------- | ---------------------------------- | ---------- | ------ |
| 2014  | Stars Dance     | Album de l'Année                   | Nomination | [ 71 ] |
| 2014  | Selena Gomez    | La mieux habillée                  | Nomination | [ 71 ] |
| 2014  | Selena Gomez    | Meilleure Performance Live         | Nomination | [ 71 ] |
| 2014  | Come and Get It | Meilleure Chanson                  | Nomination | [ 71 ] |
| 2014  | Selena Gomez    | Meilleure couverture de magazine   | Nomination | [ 71 ] |
| 2014  | Selena Gomez    | Meilleure star des réseaux sociaux | Nomination | [ 71 ] |
| 2014  | Come and Get It | Clip vidéo de l'Année              | Nomination | [ 71 ] |
| 2014  | Selena Gomez    | Artiste de l'Année                 | Nomination | [ 71 ] |

## PopCrush Music Awards
| Année | Travail nommé | Catégorie       | Résultat   | Réf.   |
| ----- | ------------- | --------------- | ---------- | ------ |
| 2012  | Selena Gomez  | Meilleur Parfum | Nomination | [ 72 ] |

## Popjustice Readers' Poll
| Année | Travail nommé | Catégorie                           | Résultat   | Réf.   |
| ----- | ------------- | ----------------------------------- | ---------- | ------ |
| 2013  | Selena Gomez  | Didn't Have It But Found It In 2014 | Nomination | [ 73 ] |

## Poptastic Awards
| Année | Travail nommé             | Catégorie                        | Résultat   | Réf.   |
| ----- | ------------------------- | -------------------------------- | ---------- | ------ |
| 2008  | Selena Gomez              | Poptastic Nouvelle arrivante     | Lauréate   | [ 74 ] |
| 2008  | Selena Gomez              | Poptastic Actrice (TV)           | Nomination | [ 74 ] |
| 2008  | Selena Gomez              | Poptastic Beauté Féminine        | Nomination | [ 74 ] |
| 2008  | Selena Gomez              | Poptastic Style Idole            | Nomination | [ 74 ] |
| 2008  | Selena Gomez              | Poptastic Star la plus désirable | Nomination | [ 74 ] |
| 2009  | Selena Gomez              | Poptastic Chanteuse              | Nomination | [ 75 ] |
| 2009  | Selena Gomez              | Poptastic Beauté Féminine        | Lauréate   | [ 75 ] |
| 2009  | Selena Gomez              | Poptastic Actrice (TV)           | Lauréate   | [ 75 ] |
| 2009  | Selena Gomez              | Poptastic Style Idol             | Nomination | [ 75 ] |
| 2009  | MySpace.com/SelenaGomez   | Poptastic Célèbre Site Web       | Nomination | [ 75 ] |
| 2009  | Selena Gomez              | Poptastic All-Time Idol          | Nomination | [ 75 ] |
| 2009  | Selena Gomez              | Poptastic Star la plus désirable | Nomination | [ 75 ] |
| 2010  | Selena Gomez              | Poptastic Actrice(TV)            | Nomination | [ 76 ] |
| 2010  | Selena Gomez              | Poptastic Beauté Féminine        | Nomination | [ 77 ] |
| 2011  | Selena Gomez              | Poptastic Chanteuse de l'Année   | Lauréate   | [ 78 ] |
| 2011  | A Year Without Rain       | Poptastic Chanson de l'Année     | Nomination | [ 79 ] |
| 2011  | A Year Without Rain       | Poptastic Clip Musique Vidéo     | Nomination | [ 80 ] |
| 2011  | Selena Gomez & the Scene  | Poptastic Groupe-Duo             | Lauréate   | [ 81 ] |
| 2011  | Selena Gomez              | Poptastic Actrice (TV)           | Lauréate   | [ 82 ] |
| 2011  | Selena Gomez              | Poptastic Beauté Féminine        | Lauréate   | [ 75 ] |
| 2011  | @Selena Gomez             | Poptastic Célébrité Twitter      | Nomination | [ 83 ] |
| 2012  | Selena Gomez              | Poptastic Actrice (Film)         | Nomination | [ 84 ] |
| 2012  | Selena Gomez              | Poptastic Chanteuse              | Nomination | [ 84 ] |
| 2012  | Selena Gomez & the Scene  | Poptastic Groupe-Duo             | Lauréate   | [ 84 ] |
| 2012  | Love You Like a Love Song | Poptastic Chanson                | Nomination | [ 84 ] |
| 2012  | Love You Like a Love Song | Poptastic Musique Vidéo          | Nomination | [ 84 ] |
| 2012  | When the Sun Goes Down    | Poptastic Album                  | Nomination | [ 84 ] |
| 2012  | Selena Gomez              | Poptastic Actrice (TV)           | Nomination | [ 84 ] |
| 2012  | Selena Gomez              | Poptastic Beauté Féminine        | Nomination | [ 84 ] |
| 2012  | Selena Gomez              | Poptastic Style Idol             | Nomination | [ 84 ] |
| 2012  | Selena Gomez              | Poptastic Célébrité Twitter      | Nomination | [ 84 ] |

## Premios People en Español
| Année | Travail nommé             | Catégorie                       | Résultat   | Réf.   |
| ----- | ------------------------- | ------------------------------- | ---------- | ------ |
| 2012  | Love You Like a Love Song | Meilleure Clip Vidéo de l'Année | Nomination | [ 85 ] |
| 2012  | Selena Gomez              | Reine de Facebook               | Nomination | [ 85 ] |
| 2013  | Selena Gomez              | Meilleure Chanteuse             | Nomination | [ 86 ] |
| 2013  | Come and Get It           | Chanson de l'année              | Nomination | [ 86 ] |

## Premios Telehit
| Année | Travail nommé | Catégorie                              | Résultat   |
| ----- | ------------- | -------------------------------------- | ---------- |
| 2011  | Selena Gomez  | Meilleure Jeune Artiste Internationale | Nomination |

## Premios Tu Mundo
| Année | Travail nommé | Catégorie      | Résultat   | Réf.   |
| ----- | ------------- | -------------- | ---------- | ------ |
| 2014  | Selena Gomez  | Feeling Social | Nomination | [ 87 ] |

## Prix d'interprétation féminine du Festival de Cannes
| Année | Travail nommé                   | Catégorie                                                                | Résultat | Réf.   |
| ----- | ------------------------------- | ------------------------------------------------------------------------ | -------- | ------ |
| 2024  | Emilia Perez de Jacques Audiard | Sélection officielle (prix récompensant l'ensemble des actrices du film) | Lauréate | [ 88 ] |

## Radio Disney Music Awards
Les Disney Radio Music Awards est une cérémonie annuelle de remise des prix qui est exploité et régie par Radio Disney.
Selena Gomez y a obtenu 6 nominations dont 5 récompenses.
| Année | Travail nommé                 | Catégorie                    | Résultat   | Réf.   |
| ----- | ----------------------------- | ---------------------------- | ---------- | ------ |
| 2013  | Selena Gomez                  | Meilleure artiste féminine   | Lauréate   | [ 89 ] |
| 2013  | Selenators                    | Les fans les plus féroces    | Nomination | [ 89 ] |
| 2014  | Come and Get It               | Chanson de l'année           | Lauréate   | [ 90 ] |
| 2014  | @selenagomez                  | Célébrité la plus populaire  | Lauréate   | [ 90 ] |
| 2014  | Birthday                      | Meilleure Chanson Dansante   | Lauréate   | [ 90 ] |
| 2015  | The Heart Wants What It Wants | Meilleure Chanson de rupture | Lauréate   | [ 91 ] |

## Shot Music Awards
| Année | Travail nommé             | Catégorie                | Résultat   | Réf.   |
| ----- | ------------------------- | ------------------------ | ---------- | ------ |
| 2012  | Selena Gomez & the Scene  | Meilleur groupe          | Nomination | [ 92 ] |
| 2012  | Love You Like a Love Song | Meilleur chanson d'amour | Lauréate   | [ 92 ] |
| 2012  | Selena Gomez              | Shot Star                | Nomination | [ 92 ] |

## Shorty Awards
Les Shorty Awards, aussi connu comme les Shorties, sont une remise de prix annuelle qui honore les meilleurs créateurs  de microcontenus sur le microblog site Twitter et sur d'autres sites de médias sociaux. Selena Gomez y a reçu 12 nominations dont 2 récomepense.
| Année | Travail nommé     | Catégorie                   | Résultat   | Réf.    |
| ----- | ----------------- | --------------------------- | ---------- | ------- |
| 2011  | Selena Gomez      | Meilleure Célébrité         | Nomination | [ 93 ]  |
| 2012  | Selena Gomez      | Meilleure Actrice           | Lauréate   | [ 94 ]  |
| 2013  | Selena Gomez      | Meilleure Actrice           | Lauréate   | [ 95 ]  |
| 2013  | Selena Gomez      | Meilleure Célébrité Fashion | Nomination | [ 95 ]  |
| 2014  | Selena Gomez      | Meilleure Actrice           | Nomination | [ 96 ]  |
| 2014  | Selena Gomez      | Meilleure Célébrité         | Nomination | [ 97 ]  |
| 2014  | Selena Gomez      | Meilleure Musique           | Nomination | [ 98 ]  |
| 2014  | Selena Gomez News | Meilleure Fansite           | Nomination | [ 99 ]  |
| 2014  | Selena Gomez      | Meilleure Chanteuse         | Nomination | [ 100 ] |
| 2014  | Selena Gomez      | Meilleure Célébrité Fashion | Nomination | [ 101 ] |
| 2014  | Selena Gomez      | Meilleure Instagrammer      | Nomination | [ 102 ] |
| 2014  | Selena Gomez      | Meilleure Charité           | Nomination | [ 103 ] |

## Social Star Awards
| Année | Travail nommé | Catégorie                 | Résultat | Réf.    |
| ----- | ------------- | ------------------------- | -------- | ------- |
| 2012  | Selena Gomez  | Actrice la plus populaire | Lauréate | [ 104 ] |
| 2013  | Selena Gomez  | Actrice la plus populaire | Lauréate | [ 105 ] |

## Soul & Jazz Awards
| Année | Travail nommé            | Catégorie                   | Résultat   |
| ----- | ------------------------ | --------------------------- | ---------- |
| 2010  | Selena Gomez & the Scene | Pari de l'Année             | Lauréate   |
| 2011  | Selena Gomez             | Idole des jeunes de l'Année | Nomination |

## Teen Choice Awards
Les Teen Choice Awards est une cérémonie de remise de récompenses américaine annuelle diffusée à la télévision par les compagnies FOX et Global TV et créé en 1999.
Cette cérémonie récompense des personnalités et des œuvres des mondes de la musique, de la danse, de la télévision, du sport, du cinéma et autres, en se basant sur leur popularité auprès des adolescents, qui sont les seuls votants.
Selena Gomez y a reçu 27 nominations dont 18 récompenses.
| Année | Travail nommé                                         | Catégorie                         | Résultat   | Réf.    |
| ----- | ----------------------------------------------------- | --------------------------------- | ---------- | ------- |
| 2009  | Princess Protection Program                           | Actrice Féminine Favorite         | Lauréate   | [ 106 ] |
| 2009  | Comme Cendrillon 2 : Une autre histoire de Cendrillon | Meilleure Danseuse                | Lauréate   | [ 106 ] |
| 2009  | Selena Gomez                                          | Red Carpet Fashion Icon: Féminine | Lauréate   | [ 106 ] |
| 2010  | Les Sorciers de Waverly Place                         | Actrice de comédie Favorite       | Lauréate   | [ 107 ] |
| 2010  | Selena Gomez                                          | Red Carpet Fashion Icon: Féminine | Lauréate   | [ 107 ] |
| 2010  | Ramona et Beezus                                      | Star de film favorite de l'été    | Nomination | [ 107 ] |
| 2010  | Selena Gomez & the Scene                              | Breakout Artiste Féminine         | Lauréate   | [ 107 ] |
| 2011  | Les Sorciers de Waverly Place                         | Actrice TV Favorite               | Lauréate   | [ 108 ] |
| 2011  | Bienvenue à Monte-Carlo                               | Meilleure actrice (Film)          | Lauréate   | [ 108 ] |
| 2011  | Selena Gomez                                          | Femme la plus sexy                | Lauréate   | [ 108 ] |
| 2011  | Selena Gomez and the Scene                            | Meilleur groupe musical           | Lauréate   | [ 108 ] |
| 2011  | Love You Like a Love Song                             | Meilleure chanson d'amour         | Lauréate   | [ 108 ] |
| 2011  | Who Says                                              | Meilleure Chanson                 | Lauréate   | [ 108 ] |
| 2011  | Selena Gomez                                          | Meilleure artiste musicale        | Nomination | [ 108 ] |
| 2012  | Selena Gomez                                          | Femme la plus sexy                | Nomination | [ 109 ] |
| 2012  | Hit the Lights                                        | Meilleur single: Groupe           | Nomination | [ 109 ] |
| 2012  | Selena Gomez & the Scene                              | Meilleur groupe                   | Lauréate   | [ 109 ] |
| 2013  | Come and Get It                                       | Meilleur chanson de rupture       | Lauréate   | [ 110 ] |
| 2013  | Come and Get It                                       | Choix Musique: Artiste féminine   | Nomination | [ 110 ] |
| 2013  | Selena Gomez                                          | Choix Single: Artiste féminine    | Nomination | [ 110 ] |
| 2013  | Selena Gomez                                          | Star de Musique féminine de l'été | Lauréate   | [ 110 ] |
| 2013  | Selena Gomez                                          | Femme la plus sexy                | Lauréate   | [ 110 ] |
| 2013  | Selena Gomez                                          | Choix sourire                     | Nomination | [ 110 ] |
| 2014  | Selena Gomez                                          | Femme la plus sexy                | Lauréate   | [ 111 ] |
| 2014  | Selena Gomez                                          | Choix sourire                     | Nomination | [ 111 ] |
| 2014  | Selena Gomez                                          | Meilleur Instagrammer             | Nomination | [ 111 ] |
| 2014  | Selena Gomez                                          | Ultimate Choice Award             | Lauréate   |         |

## The Webby Awards
| Année | Travail nommé                | Catégorie                                            | Résultat   | Réf.    |
| ----- | ---------------------------- | ---------------------------------------------------- | ---------- | ------- |
| 2021  | Rare Beauty par Selena Gomez | Mode et beauté - Maquillage fait pour se sentir bien | En attente | [ 112 ] |

## Troféu Top TVZ
| Année | Travail nommé | Catégorie                        | Résultat   | Réf.    |
| ----- | ------------- | -------------------------------- | ---------- | ------- |
| 2010  | Selena Gomez  | Artiste International de l'Année | Nomination | [ 113 ] |

## UMIYearlies
| Année | Travail nommé | Catégorie        | Résultat | Réf. |
| ----- | ------------- | ---------------- | -------- | ---- |
| 2021  | Rare          | Album de l'année | Lauréate |      |

## Vevo Certified Awards
| Année | Travail nommé                  | Catégorie                 | Résultat | Réf.    |
| ----- | ------------------------------ | ------------------------- | -------- | ------- |
| 2011  | Naturally                      | + 100.000.000 visionnages | Lauréate | [ 114 ] |
| 2011  | Who Says                       | + 100.000.000 visionnages | Lauréate | [ 115 ] |
| 2011  | A Year Without Rain            | + 100.000.000 visionnages | Lauréate | [ 116 ] |
| 2012  | Love You Like a Love Song      | + 100.000.000 visionnages | Lauréate | [ 117 ] |
| 2013  | Come and Get It                | + 100.000.000 visionnages | Lauréate | [ 118 ] |
| 2014  | Slow Down                      | + 100.000.000 visionnages | Lauréate | [ 119 ] |
| 2014  | Tell Me Something I Don't Know | + 100.000.000 visionnages | Lauréate | [ 120 ] |
| 2014  | The Heart Wants What It Wants  | + 100.000.000 visionnages | Lauréate | [ 121 ] |

## VH1 "Do Something" Awards
| Année | Travail nommé                | Catégorie             | Résultat   | Réf.    |
| ----- | ---------------------------- | --------------------- | ---------- | ------- |
| 2011  | Selenators                   | Meilleur Fan          | Nomination |         |
| 2012  | Selena Gomez & UNICEF        | Do Something Facebook | Nomination | [ 122 ] |
| 2012  | Selena Gomez & Justin Bieber | Do Something Couple   | Nomination | [ 122 ] |

## Virgin Media Awards
| Année | Travail nommé | Catégorie                        | Résultat | Réf.    |
| ----- | ------------- | -------------------------------- | -------- | ------- |
| 2013  | Selena Gomez  | Prochaine grande Artiste en 2013 | Lauréate | [ 123 ] |

## We Love Pop Awards
The We Love Pop Awards is an award by the magazine of the same name in UK and is responsible for commemorating the best of pop music.
| Année | Travail nommé                | Catégorie                     | Résultat   | Réf.    |
| ----- | ---------------------------- | ----------------------------- | ---------- | ------- |
| 2012  | Selena Gomez & Justin Bieber | Meilleur Couple Pop           | Lauréate   | [ 124 ] |
| 2012  | Selena Gomez                 | Actrice Favorite (Film)       | Lauréate   | [ 124 ] |
| 2014  | Selena Gomez                 | Meilleur artiste solo         | En attente | [ 125 ] |
| 2014  | Come and Get It              | Meilleure hymne de l'été      | En attente | [ 125 ] |
| 2014  | Selenators                   | Meilleur Fan                  | En attente | [ 125 ] |
| 2014  | Selena Gomez                 | La plus stylée                | En attente | [ 125 ] |
| 2014  | Selena Gomez                 | La meilleure coupe de cheveux | En attente | [ 125 ] |
| 2014  | Selena Gomez & Demi Lovato   | L'amitié la plus fun          | En attente | [ 125 ] |

## Women's Image Network Awards
| Année | Travail nommé | Catégorie                              | Résultat   | Réf.    |
| ----- | ------------- | -------------------------------------- | ---------- | ------- |
| 2011  | Selena Gomez  | Meilleure actrice dans un long métrage | Nomination | [ 126 ] |

## World Music Awards
Les World Music Awards sont une cérémonie fondée en 1989, remettant des prix internationaux, qui honore chaque année des artistes internationaux basés sur les chiffres de ventes mondiales fournies par la Fédération internationale de l'industrie phonographique (IFPI).
| Année | Travail nommé   | Catégorie                          | Résultat   | Réf.    |
| ----- | --------------- | ---------------------------------- | ---------- | ------- |
| 2014  | Come and Get It | Meilleure chanson                  | Nomination | [ 127 ] |
| 2014  | Come and Get It | Meilleur clip vidéo                | Nomination | [ 128 ] |
| 2014  | Selena Gomez    | Meilleure artiste féminine         | Nomination | [ 129 ] |
| 2014  | Selena Gomez    | Meilleur Live                      | Nomination | [ 130 ] |
| 2014  | Selena Gomez    | Meilleur divertissement de l'année | Nomination | [ 131 ] |
| 2014  | Slow Down       | Meilleure chanson                  | Nomination | [ 131 ] |
| 2014  | Slow Down       | Meilleur Clip Vidéo                | Nomination | [ 132 ] |

## Young Artist Awards
Les Young Artist Awards sont des récompenses américaines décernées chaque année depuis 1979 par la Young Artist Foundation à de jeunes acteurs.
| Année | Travail nommé                                         | Catégorie                                 | Résultat   | Réf.    |
| ----- | ----------------------------------------------------- | ----------------------------------------- | ---------- | ------- |
| 2008  | Les Sorciers de Waverly Place                         | Meilleur jeune ensemble dans une série TV | Nomination | [ 133 ] |
| 2009  | Comme Cendrillon 2 : Une autre histoire de Cendrillon | Meilleure Actrice                         | Lauréate   | [ 134 ] |
| 2009  | Les Sorciers de Waverly Place                         | Meilleure performance dans une série TV   | Nomination | [ 134 ] |
| 2009  | Horton                                                | Meilleure Doublage Vocale                 | Nomination | [ 134 ] |
| 2010  | Princess Protection Program                           | Meilleure actrice                         | Nomination | [ 135 ] |

## Young Hollywood Awards
| Année | Travail nommé    | Catégorie                 | Résultat | Réf.    |
| ----- | ---------------- | ------------------------- | -------- | ------- |
| 2013  | Stars Dance      | Meilleur album            | Lauréate | [ 136 ] |
| 2013  | Stars Dance Tour | Visites les plus attendus | Lauréate | [ 136 ] |

## Young Visionary Awards
| Année | Travail nommé | Catégorie             | Résultat | Réf.    |
| ----- | ------------- | --------------------- | -------- | ------- |
| 2014  | Selena Gomez  | Travail pour l'UNICEF | Lauréate | [ 137 ] |

## Youth Rocks Awards
| Année | Travail nommé | Catégorie               | Résultat   | Réf.    |
| ----- | ------------- | ----------------------- | ---------- | ------- |
| 2011  | Selena Gomez  | Artiste Rock de l'Année | Nomination | [ 138 ] |

## YouTube Music Awards
Les prix YouTube Musique (couramment abrégé en un YTMA) est une remise de prix présentées par YouTube pour honorer le meilleur des Clips vidéos.
| Année | Travail nommé   | Catégorie             | Résultat   | Réf.    |
| ----- | --------------- | --------------------- | ---------- | ------- |
| 2013  | Come and Get It | Clip vidéo de l'année | Nomination | [ 139 ] |